# Vielle-Aure
Vielle-Aure è un comune francese di 369 abitanti situato nel dipartimento degli Alti Pirenei nella regione dell'Occitania.

## Società

### Evoluzione demografica
Abitanti censiti